# La pradera de San Isidro
La Prairie de Saint-Isidore (en espagnol : La pradera de San Isidro) est une peinture de Francisco de Goya réalisée en 1788, et l'une de ses œuvres les plus commentées et estimées. Elle fait partie de la sixième série des cartons pour tapisserie destinée à la décoration de la chambre des infantes dans le Palais du Pardo. À la mort de Charles III, le tableau, qui devait mesurer 7,5 mètres de long, resta inachevé. Le tableau devint la propriété des Ducs d'Osuna en 1799 et le resta jusqu'en 1896, acquis par l'État pour le Musée du Prado.
Le tableau représente une vue de Madrid depuis l'ermite de San Isidro, patron de la ville, le jour même du pèlerinage de ce saint. Le sujet de l'œuvre, selon les propres mots de l'auteur à son ami d'enfance Martín Zapater ainsi :

« La Prairie de Saint-Isidore, le même jour du Saint avec tout le brouhaha qu'il y a habituellement dans cette Cour. »

## Contexte de l'œuvre
Tous les tableaux de la sixième série sont destinés à chambre des infantes du Prince des Asturies, c'est-à-dire de celui qui allait devenir Charles IV et de son épouse Marie Louise de Parme, au palais du Pardo. Le tableau a été peint au printemps 1788.
Il fut considéré perdu jusqu'en 1869, lorsque la toile fut découverte dans le sous-sol du Palais royal de Madrid par Gregorio Cruzada Villaamil, et fut remise au musée du Prado en 1870 par les ordonnances du 19 janvier et du 9 février 1870, où elle est exposée dans la salle 93. La toile est citée pour la première fois dans le catalogue du musée du Prado en 1876.
La série était composée de La Gallina ciega, La Pradera de San Isidro, La Ermita de San Isidro et Merienda campestre.

## Analyse
Cette esquisse pour un carton appartient à une série destinée à la décoration du palais royal du Pardo, dont les thèmes devaient être les décors champêtres et les amusements de plein air. Elle comprend La ermita de San Isidro, La merienda a orillas del Manzanares et La gallina ciega, la seule dont l'huile sur toile finale a été achevée.
Dans de très petites dimensions, le tableau présente une grande sensation d'espace, car il représente une grande masse de personnes, ce qui correspond à l'agitation de la journée de fête. Ce caractère est accentué par la gamme de tons blancs, roses, verts et bleus, avec quelques touches de rouge ici et là pour donner de la variété aux robes de certains petits personnages. Dans ce tableau, Goya a utilisé un apprêt à froid, en rupture avec son apprentissage précoce dans l'atelier de José Luzán (qu'il conservera longtemps) où la préparation était toujours à base de terre rouge, dite « terre de Séville », qui, avec l'effet de glacis, donnait lieu à des transparences brunâtres dues à l'excès de peinture à l'huile. Tout cela fait que les œuvres de sa première période adoptent des tons très chauds et grillés. Le résultat est une prédominance des ors, perles, gris et roses vénitiens. Cependant, la zone intermédiaire est résolue dans des tons sombres, ce qui concentre le regard en profondeur, laissant les figures du premier plan comme un cadre.
C'est la profondeur de cette vue qui est la plus remarquable, et pour cela nous avons la perspective (peut-être celle du lieu que Goya a utilisé pour capturer l'image d'après nature) des douces collines autour de l'ermitage du saint patron. De là, nous avons un aperçu de la rivière, sur les rives de laquelle les pèlerins vont et viennent, vraisemblablement à travers le pont de bateaux au centre de l'image, celui qui menait directement à la zone de l'ermitage. À droite, la descente de la Calle de Toledo menant au solide pont du même nom (es), et à gauche, le pont de Ségovie (es). Toute la topographie est réaliste, ce qui n'était jamais le cas dans la peinture de Goya, qui laissait les paysages de fond indéfinis, vagues ou esquissés et qui avaient pour fonction de ne pas distraire et de mettre en valeur le thème central. Il s'agit d'un cas unique car les ressources visent à approfondir le paysage. Ainsi, un peu à droite du centre et sur la rive du fleuve, deux majos et deux majas dansant se détachent, soulignés de noir et contrastant avec le courant clair du fleuve. Ils sont plus grands que certaines des figures du premier plan, de sorte que Goya transgresse le réalisme naturaliste pour appliquer les effets nécessaires à l'art pour embellir la nature, comme le dicte la poétique du néo-classicisme. Il a également organisé l'éclairage à sa guise, laissant les quatre personnages dans l'ombre pour créer un plus grand contraste de tons.
Quant à la composition, le tableau manque d'une unité claire. Il semble opter pour une dispersion des points d'attention, et en cela Goya se soustrait effectivement aux règles prescriptives des unités néo-aristotéliciennes. La seule échappée possible de l'attention vers les bords du tableau est limitée par la position des personnages du premier plan (personnages de haut rang social et aux gestes et relations très dynamiques), puisque les personnages des bords enferment les personnages plus centraux sous forme de parenthèses. De cette manière, la voiture la plus en vue à gauche tourne vers la droite et il en va de même pour les autres à droite, leur direction établissant une ligne de direction qui forme des forces centripètes.
En tant que tableau de genre, les nombreuses figures réunies montrent l'idée chère à la royauté éclairée (destinataire final du tableau) d'un mélange harmonieux des différentes classes et couches sociales. Il y a des majos, des ferientes, des vendeurs et toutes sortes de piétons et de véhicules : des cabriolets et des barouches aux berlines, carrosses et tartanrs, pour le déplacement des personnes les plus humbles. Les costumes vont des manteaux de style français portés par les personnages au premier plan aux lainages et tissus plus grossiers des classes inférieures.
Le fait de créer la zone intermédiaire sous la forme d'une bande de couleur sombre poserait de nombreux problèmes pour l'exécution de la tapisserie, accrus par le nombre de figures humaines. En fait, dans une lettre, Goya a confié à son ami Martín Zapater qu'il avait travaillé sur ce tableau "avec beaucoup d'efforts et de consternation". Ces tableaux, exécutés par Goya à l'aide d'une technique picturale impressionniste, étaient difficiles à reproduire à la Fabrique royale de tapisseries et ont causé au peintre de nombreux problèmes dans son travail. En fait, c'est l'un des premiers tableaux de Goya à utiliser les grandes masses peintes de manière très libre, favorisées par les caractéristiques et la rapidité d'exécution du croquis préalable à la réalisation des cartons.

## Autre version
Aureliano de Beruete en donne une nouvelle version en 1909.